# Gaillardiellus holthuisi
Gaillardiellus holthuisi is een krabbensoort uit de familie van de Xanthidae. De wetenschappelijke naam van de soort is voor het eerst geldig gepubliceerd in 2010 door Takeda & Komatsu.